# Ahmed Ghanem
Ahmed Ghanem je spisovatel a právník, narodil se v Egyptě. Píše především o otázkách Egypta a Blízkého východu. Je též zakladatelem kulturního projektu Egypt v očích světa. Studoval práva, srovnávací jazyky a egyptologii.

## Knihy
- Egyptská revoluce (politická a ekonomická vize)
- Egyptská Žena
- Tahrir plaza
- Egyptská revoluce
- Proč mnozí Egypťané hlasovali pro kandidáta starého režimu?
- Totalitní státy